# Wisconsinská evangelická luterská synoda
Wisconsinská evangelická luterská synoda (angl. Wisconsin Evangelical Lutheran Synod) je jednou z luterských církví působící v USA (zejména ve státě Wisconsin) a v Kanadě.
Byla založena v roce 1850. V roce 2020 se k ní hlásilo přes 349 000 věřících. Je v současnosti třetí největší luterskou církví v USA. Kromě USA církev misijně působí ve 23 zemích světa. Sídlem církve je od jejího založení město Milwaukee. Synoda provozuje čtyři teologické školy.
Církev učí, že Bible je inspirované a neomylné Slovo Boží, přikládá velkou váhu luterským symbolickým knihám, zastává kreacionismus, odmítá ordinaci žen. Duchovní při bohoslužbě nosí albu se štolou. WELS odmíta koncept apoštolské posloupnosti.